# Цзинь Шань
Цзин Шань (кит. упр. 金山, пиньинь Jīn Shān, 9 августа 1911, Сучжоу — 7 июля 1982) — китайский актёр, один из видных представителей «золотой эпохи» шанхайского кино.

## Биография
Родился 9 августа 1911 года в Сучжоу.
Приобрёл известность после съёмок в фильме «Полуночная песня». Включён в число лучших актёров за сто лет китайского кино.
Был женат на Чжан Жуйфан, после развода с ней состоял в отношениях с режиссёром Сунь Вэйши.
Умер 7 июля 1982 года.